# The Grandfather (film 1912)
The Grandfather è un cortometraggio muto del 1912 diretto da Harold M. Shaw.

## Produzione
Il film fu prodotto dalla Edison Company.

## Distribuzione
Distribuito dalla General Film Company, il film - un cortometraggio in una bobina - uscì nelle sale cinematografiche statunitensi il 21 settembre 1912.